# Bruno Ciuffarin
Bruno Ciuffarin (Gorizia, 27 maggio 1913 – Gorizia, 25 agosto 1955) è stato un calciatore italiano, di ruolo centrocampista.

## Caratteristiche tecniche
Era un mediano.

## Carriera
Dal 1932 al 1934 gioca in Prima Divisione (la terza serie dell'epoca) con la Pro Gorizia, squadra della sua città natale; nella stagione 1933-1934 grazie al secondo posto nel girone A di Prima Divisione, la formazione giuliana viene ammessa al girone finale A per la promozione in Serie B, che chiude al terzo posto dietro a L'Aquila ed Andrea Doria.
Riprende a giocare nella Pro Gorizia nella stagione 1935-1936, nella quale disputa il campionato di Serie C; milita in Serie C con i biancoazzurri anche nella stagione 1936-1937 e nella stagione 1937-1938, per poi passare al Padova: fa parte della rosa dei veneti, impegnati nel campionato di Serie B, per l'intera stagione 1938-1939, nella quale non scende in campo in nessuna partita di campionato.
Nel 1939 passa all'Ampelea, con cui nella stagione 1939-1940 segna un gol nel campionato di Serie C, nel quale gioca 24 delle 26 partite di campionato. A fine stagione fa ritorno alla Pro Gorizia, con cui nella stagione 1940-1941 gioca ancora in Serie C; nella stagione 1941-1942 la sua squadra vince il girone A di Serie C, arrivando poi però terza nel girone finale A dietro alle promosse MATER e Cremonese. Al termine della stagione 1942-1943 è invece la Pro Gorizia che, avendo vinto sia il girone A del campionato di Serie C che il girone finale A, viene promossa in Serie B, categoria nella quale però non gioca, a causa dell'interruzione dei campionati dovuta alla Seconda guerra mondiale.
Nella stagione 1943-1944 Ciuffarin è ancora tesserato dalla formazione giuliana, con cui gioca tutte e 14 le partite del campionato di Divisione Nazionale, segnando anche una rete. Resta nella squadra di Gorizia anche al termine del secondo conflitto mondiale: nella stagione 1945-1946 gioca tutte e 22 le partite del campionato di Serie B-C Alta Italia, che in quella stagione costituiva il secondo livello del campionato di calcio italiano; nella stagione 1946-1947 gioca invece 10 partite nel campionato di Serie B.

## Palmarès

### Club

#### Competizioni nazionali
- Serie C: 1

Pro Gorizia: 1942-1943